# Komunita značky
Komunita značky neboli brand komunita (anglicky Brand community) je mimořádný komunikační kanál trhu, který je blíže ke svým zákazníkům. Brand komunita je specializovaná, geograficky nezávislá komunita, založená na principu sociálních vztahů mezi obdivovateli dané značky. Značka je spojovaná s unikátním produktem nebo službou.
Cílem brand komunity je zlepšit spotřebitelskou identifikaci značky (brand) a podpořit její rozvoj. Jedná se o jakoukoliv skupinu lidí, kteří mají společný zájem o konkrétní značku a vytvoří společně paralélní sociální svět, jehož obsahem jsou vlastní mýty, hodnoty, rituály, pojmy a hierarchie. Brand komunita trpí geografickou vzdáleností. Ovšem internet zvyšuje dosah a bohatost vzájemné interakce mezi vybranou skupinou zákazníků.
Virtuální brand komunita je skupina jedinců se společnými zájmy v značku, která vzájemně elektronicky komunikuje v platformě poskytnuté společností. Platforma podporuje značku a pomocí internetu překonává geografické hranice, které by jinak omezovaly rozvoj komunity.
Virtuální komunita poskytuje funkční, sociální a zábavnou hodnotu. Mezi funkční hodnoty patří například nalezení nebo sdílení informací o produktu či službě. Sociální hodnoty jsou například propojení zákazníků a jejich socializace, networking. Zábavnou hodnotu vytváří různé hry, soutěže, sázky nebo ceny.
Člen virtuální komunity má možnost ovlivnit podobu nebo funkce produktu sdílením svých názorů o produktu nebo zapojením se do diskuse v případě potíží se správným nastavením nebo užíváním produktu. To je jedním z hlavních důvodů účasti.
Nejčastěji probíhá vytvoření brand komunity na stránkách dané společnosti, což zvyšuje jejich návštěvnost a zákazníci mají důvod, proč se vracet. Interakce je klíčovým faktorem, který umožňuje vzájemný kontakt se společnosti a zákazníka. Ovšem, ne každá společnost je úspěšná s vytvořením své brand komunity. Mezi neúspěšné pokusy o vytvoření brand komunity se řadí například Wal-Mart, který po 3 měsích uzavřel příslušnou stránku , jelikož se nevyvíjela podle představ společnosti. Naopak úspěšní byli Amazon, Coca-Cola nebo fotbalový tým Manchester United, který vytvořil blízké vztahy mezi svými sportovními fanoušky. Přibližně 40 miliónů spotřebitelů je součástí virtuální komunity určité značky. 